# Primera División (Chile) 2014/15 Apertura
Die Apertura der Primera División 2014, auch unter dem Namen Campeonato Nacional Apertura Scotiabank 2014 bekannt, war die 95. Spielzeit der Primera División, der höchsten Spielklasse im Fußball in Chile. Die Saison begann am 19. Juli und endete am 21. Dezember.
Die Saison wurde wie bereits in den Vorjahren in zwei eigenständige Halbjahresmeisterschaften, der Apertura und Clausura, unterteilt. Durch die Transición 2013 wurde der Rhythmus vom Kalenderjahr auf den europäischen Modus angepasst.
Die Meisterschaft gewann das Team von Universidad de Chile. Für den Universitätsklub war es der 17. Meisterschaftstitel der Vereinsgeschichte, der sich damit gleichzeitig für die Copa Libertadores 2015 qualifizierte. Als Sieger der Pre-Liguilla qualifizierte sich zudem der CD Palestino.
Für die Copa Sudamericana 2015 qualifizierte sich der Tabellenzweite, die CD Santiago Wanderers. Die Absteiger werden anhand der Gesamttabelle am Ende der Clausura ermittelt.

## Modus
Die 18 Teams spielen einmalig jeder gegen jeden. Meister ist das Team mit den meisten Punkten. Bei Punktgleichstand gibt es ein Entscheidungsspiel.
Für die Copa Libertadores qualifizieren sich der Meister sowie der Gewinner der Pre-Liguilla Copa Libertadores, an der die noch nicht international qualifizierten Teams auf den weiteren Plätzen in Halbfinale und Finale den weiteren Startplatz ausspielen. Der Tabellenzweite der Ligatabelle qualifiziert sich für die Copa Sudamericana. Die Absteiger werden anhand der Gesamttabelle am Ende der Clausura ermittelt.

## Teilnehmer
Die Absteiger der Vorsaison Rangers de Talca und Everton wurden durch die beiden Aufsteiger aus der Primera B CD San Marcos de Arica und AC Barnechea ersetzt. Folgende Vereine nahmen daher an der Meisterschaft 2014/15 teil:
| Mannschaft                | Stadt             | Stadion                                      | Kapazität |
| ------------------------- | ----------------- | -------------------------------------------- | --------- |
| Deportes Antofagasta      | Antofagasta       | Estadio Regional de Antofagasta              | 26.339    |
| Audax Italiano            | Santiago de Chile | Estadio Bicentenario Municipal de La Florida | 12.000    |
| AC Barnechea              | Santiago de Chile | Estadio Municipal de Lo Barnechea            | 05.000    |
| CD Cobreloa               | Calama            | Estadio Zorros del Desierto                  | 20.180    |
| CD Cobresal               | El Salvador       | Estadio El Cobre                             | 20.752    |
| CSD Colo-Colo             | Santiago de Chile | Estadio Monumental                           | 45.000    |
| CD Huachipato             | Talcahuano        | Estadio CAP                                  | 10.500    |
| Ñublense                  | Chillán           | Estadio Nelson Oyarzún                       | 12.000    |
| CD O’Higgins              | Rancagua          | Estadio El Teniente                          | 15.450    |
| CD Palestino              | Santiago de Chile | Estadio Municipal de La Cisterna             | 08.000    |
| Deportes Iquique          | Iquique           | Estadio Tierra de Campeones                  | 12.000    |
| San Marcos de Arica       | Arica             | Estadio Carlos Dittborn                      | 09.746    |
| Santiago Wanderers        | Valparaíso        | Estadio Elías Figueroa Brander               | 18.500    |
| Universidad Católica      | Santiago de Chile | Estadio San Carlos de Apoquindo              | 13.000    |
| Universidad de Chile      | Santiago de Chile | Estadio Nacional de Chile                    | 49.000    |
| Universidad de Concepción | Concepción        | Estadio Municipal de Concepción              | 29.000    |
| Unión Española            | Santiago de Chile | Estadio Santa Laura                          | 19.000    |
| Unión La Calera           | La Calera         | Estadio Municipal Nicolás Chahuán Nazar      | 10.000    |

## Ligaphase
| Pl.                                    | Verein                     | Sp. | S  | U | N  | Tore    | Diff. | Punkte |
| -------------------------------------- | -------------------------- | --- | -- | - | -- | ------- | ----- | ------ |
| 1.                                     | Universidad de Chile       | 17  | 14 | 2 | 1  | 037:130 | +24   | 44     |
| 2.                                     | Santiago Wanderers         | 17  | 14 | 1 | 2  | 031:140 | +17   | 43     |
| 3.                                     | CSD Colo-Colo (M)          | 17  | 13 | 2 | 2  | 034:110 | +23   | 41     |
| 4.                                     | CD Palestino               | 17  | 10 | 1 | 6  | 028:210 | +7    | 31     |
| 5.                                     | CD Huachipato              | 17  | 8  | 2 | 7  | 030:250 | +5    | 26     |
| 6.                                     | Unión Española             | 17  | 8  | 1 | 8  | 022:240 | −2    | 25     |
| 7.                                     | Audax Italiano             | 17  | 6  | 5 | 6  | 026:210 | +5    | 23     |
| 8.                                     | CD O’Higgins               | 17  | 6  | 5 | 6  | 027:250 | +2    | 23     |
| 9.                                     | Unión La Calera            | 17  | 6  | 4 | 7  | 025:220 | +3    | 22     |
| 10.                                    | AC Barnechea (N)           | 17  | 6  | 2 | 9  | 016:260 | −10   | 20     |
| 11.                                    | Deportivo Ñublense         | 17  | 5  | 4 | 8  | 021:290 | −8    | 19     |
| 12.                                    | Universidad de Concepción  | 17  | 4  | 6 | 7  | 018:230 | −5    | 18     |
| 13.                                    | CD San Marcos de Arica (N) | 17  | 5  | 3 | 9  | 012:210 | −9    | 18     |
| 14.                                    | CD Cobresal                | 17  | 5  | 2 | 10 | 020:250 | −5    | 17     |
| 15.                                    | Universidad Católica       | 17  | 4  | 5 | 8  | 024:300 | −6    | 17     |
| 16.                                    | Deportes Iquique           | 17  | 3  | 7 | 7  | 022:310 | −9    | 16     |
| 17.                                    | Deportes Antofagasta       | 17  | 4  | 4 | 9  | 013:250 | −12   | 16     |
| 18.                                    | CD Cobreloa                | 17  | 3  | 2 | 12 | 019:390 | −20   | 11     |
| Quelle: www.rsssf.org, Stand: Endstand |                            |     |    |   |    |         |       |        |

| (M) | Vorjahresmeister |
| (N) | Aufsteiger       |

## Beste Torschützen
| Rang | Spieler           | Klub                    | Tore |
| ---- | ----------------- | ----------------------- | ---- |
| 1    | Esteban Paredes   | CSD Colo-Colo           | 12   |
| 2    | Roberto Gutiérrez | CD Santiago Wanderers   | 11   |
|      | Patricio Rubio    | CF Universidad de Chile | 11   |
| 4    | Leandro Benegas   | Unión La Calera         | 10   |
|      | Jorge Luna        | CD Santiago Wanderers   | 10   |
|      | Octavio Rivera    | CD O’Higgins            | 10   |
|      | Lucas Simon       | CD Huachipato           | 10   |
|      | Andrés Vilches    | CD Huachipato           | 10   |
| 9    | Gustavo Canales   | CF Universidad de Chile | 9    |
|      | Manuel Villalobos | Deportes Iquique        | 9    |
| 11   | Sebastián Varas   | Deportivo Ñublense      | 8    |

## Pre-Liguilla Copa Libertadores

### Halbfinale
|                | Gesamt |                       | Hinspiel | Rückspiel |
| -------------- | ------ | --------------------- | -------- | --------- |
| Unión Española | 5:6    | CD Santiago Wanderers | 2:4      | 3:2       |
| CD Huachipato  | 1:6    | CD Palestino          | 1:3      | 0:3       |

### Finale
Das Hinspiel fand am 17. Dezember, das Rückspiel am 21. Dezember statt.
|              | Gesamt |                       | Hinspiel | Rückspiel |
| ------------ | ------ | --------------------- | -------- | --------- |
| CD Palestino | 9:2    | CD Santiago Wanderers | 3:1      | 6:1       |

Mit dem Erfolg qualifiziert sich der CD Palestino für die Copa Libertadores 2015.